# Vjeronauk
Vjeronauk (nastao od riječi vjera i nauk) je poučavanje u vjeri u pojedinim vjerskim zajednicama, te izborni predmet u školama u kojem djeca uče o svojoj vjeri. 

## Katolički vjeronauk
Katolički vjeronauk dijeli se na školski (izborni predmet u školama) i župni, a na njemu se stječu znanja o vjerskim istinama Katoličke crkve. Na vjeronauku u školi obrađuju se svi sadržaji prema planu i programu HNOS-a, dok je župni vjeronauk ili župna kateheza usmjerena na stjecanje iskustva života u vjeri u dotičnoj župnoj zajednici. Na župnom vjeronauku priprema se za sakramente.

### Katolički vjeronauk u obrazovnom sustavu
Katolički vjeronauk u Republici Hrvatskoj uveden je kao izborni predmet u osnovnoj i obavezni izborni predmet u srednjoj školi (umjesto njega može se izabrati etika), a odvija se prema točno određenom programu kojeg su odobrili Hrvatska biskupska konferencija i Ministarstva znanosti, obrazovanja i sporta, a sve sukladno Ugovorima između Svete Stolice i Republike Hrvatske. Predaju ga vjeroučitelji - diplomirani teolozi i diplomirani katehete - koji su položili stručni ispit i imaju mandat biskupa. Katolički vjeronauk održava se i u ustanovama predškolskog odgoja.
Za vrijeme komunističke Jugoslavije u Hrvatskoj je vjeronauk bio službeno zabranjen u javnim školama 1952. godine i Teološki fakultet u Zagrebu isključen iz Sveučilišta.

### Katolički vjeronauk u župama
Župni vjeronauk zamišljen je kao odgoj u vjeri gdje se vjernicima svih uzrasta (predškolska djeca, osnovnoškolci, srednjoškolci, studenti, odrasli, starije osobe) pruža živo iskustvo vjere.
Dječji vjeronauk u praksi se često održava pod vidom priprave za sakramente (prva pričest, sveta potvrda).
Katekumenat osobiti je oblik župnog vjeronauka kod kojega se odrasle osobe kroz duže vremensko razdoblje pripremaju za krštenje, što ga obično primaju u Vazmenom bdjenju.

## Protestantski vjeronauk
Izborni predmet u školama na kojem se djecu uči vjerskim uvjerenjima koja zastupa njihova crkva. Na vjeronauku se moli, čita Biblija, te uči djecu o samoj biti vjere. Također govori se i o Bogu, Božjim zapovjedima, odnosu Boga prema ljudima, ljudima prema Bogu i sličnome. Glavna razlika između protestanata i katolika u pogledu vjeronauka je da protestanti smatraju da je temelj vjere samo i isključivo sveto pismo, a ne crkvena predaja ili običaji, iz tog razloga dolazi i do mnogih nesuglasica u učenjima s Katoličkom crkvom.

## Pravoslavni vjeronauk
Izborni predmet u školama.

## Židovski vjeronauk
Izborni predmet u pojedinim školama u hrvatskoj.

## Islamski vjeronauk
Izborni predmet u školama.